# جی‌سورت
«جِی‌سورت» (به انگلیسی: JSort) یک الگوریتم درجا می‌باشد که دو بار از پیاده‌سازی هیپ استفاده می‌کند تا به‌طور عمده آرایه را مرتب کند سپس با یک مرتب‌سازی درجی به پایان می‌برد. مرتب‌سازی جی به جیسون موریسون نسبت داده شده‌است.
نخستین پیاده‌سازیِ هیپ، آرایه را با کمترین بخش در هیپ، که در نخستین موقعیت آرایه قرار دارد، به یک درخت تبدیل می‌کند. دومین پیاده‌سازی هیپ، کارها را معکوس عبور می‌دهد، با بزرگ‌ترین بخش در درخت، که در آخرین مکان برای این عبور قرار دارد.